# Polluelas de Aibonito 2019
Questa voce raccoglie le informazioni riguardanti le Polluelas de Aibonito nella stagione 2019.

## Organigramma societario
Area direttiva
- Presidente: Luis Ernesto Santini

Area tecnica
- Allenatore: Charlie Ramírez (fino a gennaio), Rafael Olazagasti (da gennaio)

## Rosa
| N° | Nome               | Ruolo | Data di nascita  | Nazionalità sportiva |
| -- | ------------------ | ----- | ---------------- | -------------------- |
| 1  | Nicole Rodríguez   | P     | 21 marzo 1994    | Porto Rico           |
| 2  | Debora Seilhamer   | L     | 10 aprile 1985   | Porto Rico           |
| 3  | Karla Guilfú       | C     | 19 luglio 1998   | Porto Rico           |
| 4  | Joely Cabrera      | L     | 8 agosto 1995    | Porto Rico           |
| 8  | Gelymar Rodríguez  | S     | 26 giugno 1992   | Porto Rico           |
| 9  | Jennylee Martínez  | C     | 22 ottobre 1991  | Porto Rico           |
| 10 | Viongelie Pimentel | C     | 8 ottobre 1993   | Porto Rico           |
| 11 | Glorimar Ortega    | P     | 21 novembre 1983 | Porto Rico           |
| 12 | Ashley Aponte      | S     | 1º febbraio 1991 | Porto Rico           |
| 13 | Yozually Ortíz     | O     | 21 gennaio 1991  | Porto Rico           |
| 14 | Neira Ortiz        | C     | 6 luglio 1993    | Porto Rico           |
| 17 | Keila Rodríguez    | S     | 26 ottobre 1992  | Porto Rico           |

## Mercato
| Acquisti | Acquisti           | Acquisti     | Acquisti   |
| R.       | Nome               | da           | Modalità   |
| -------- | ------------------ | ------------ | ---------- |
| P        | Nicole Rodríguez   | -            | definitivo |
| L        | Debora Seilhamer   | -            | definitivo |
| C        | Karla Guilfú       | -            | definitivo |
| L        | Joely Cabrera      | -            | definitivo |
| S        | Gelymar Rodríguez  | -            | definitivo |
| C        | Jennylee Martínez  | -            | definitivo |
| C        | Viongelie Pimentel | -            | definitivo |
| P        | Glorimar Ortega    | -            | definitivo |
| S        | Ashley Aponte      | -            | definitivo |
| O        | Yozually Ortíz     | -            | definitivo |
| C        | Neira Ortiz        | Alianza Lima | definitivo |
| S        | Keila Rodríguez    | -            | definitivo |

| Cessioni | Cessioni          | Cessioni              | Cessioni   |
| R.       | Nome              | a                     | Modalità   |
| -------- | ----------------- | --------------------- | ---------- |
| L        | Debora Seilhamer  | -                     | ritirata   |
| C        | Zoé Sostre        | -                     | ritirata   |
| S        | Erin Fairs        | Târgoviște            | definitivo |
| S        | Ashly Aponte      | -                     | ritirata   |
| C        | Laudevis Marrero  | -                     | ritirata   |
| S        | Gelymar Rodríguez | -                     | ritirata   |
| O        | Katie Carter      | Nantes                | definitivo |
| P        | Yamari Padilla    | -                     | ritirata   |
| P        | Nicole Rodríguez  | -                     | ritirata   |
| ?        | Karla Gilfú       | -                     | ritirata   |
| C        | Jennylee Martínez | -                     | ritirata   |
| P        | Ashley Vázquez    | -                     | ritirata   |
| C        | Alexandra Oquendo | -                     | ritirata   |
| S        | Keila Rodríguez   | Valencianas de Juncos | definitivo |

## Risultati

### LVSF

#### Regular season
| 1ª giornata - 24 gennaio 2019 Coliseo José Marrón Aponte, Aibonito          | Polluelas de Aibonito     | 1 - 3 | Indias de Mayagüez        | 25-22, 21-25, 18-25, 20-25        |
| 2ª giornata - 27 gennaio 2019 Coliseo Gelito Ortega, Naranjito              | Changas de Naranjito      | 3 - 0 | Polluelas de Aibonito     | 25-20, 25-16, 25-19               |
| 3ª giornata - 30 gennaio 2019 Coliseo Rubén Zayas Montañez, Trujillo Alto   | Polluelas de Aibonito     | 1 - 3 | Amazonas de Trujillo Alto | 21-25, 23-25, 25-18, 12-25        |
| 4ª giornata - 1º febbraio 2019 Coliseo José Marrón Aponte, Aibonito         | Polluelas de Aibonito     | 1 - 3 | Indias de Mayagüez        | 22-25, 17-25, 27-25, 18-25        |
| 5ª giornata - 3 febbraio 2019 Coliseo José Marrón Aponte, Aibonito          | Polluelas de Aibonito     | 0 - 3 | Criollas de Caguas        | 16-25, 21-25, 15-25               |
| 6ª giornata - 7 febbraio 2019 Coliseo Antonio R. Barceló, Toa Baja          | Llaneras de Toa Baja      | 3 - 2 | Polluelas de Aibonito     | 25-19, 24-26, 29-27, 15-25, 15-11 |
| 7ª giornata - 9 febbraio 2019 Coliseo Rafael Amalbert, Juncos               | Valencianas de Juncos     | 3 - 2 | Polluelas de Aibonito     | 25-19, 17-25, 22-25, 25-14, 15-12 |
| 8ª giornata - 10 febbraio 2019 Coliseo José Marrón Aponte, Aibonito         | Polluelas de Aibonito     | 1 - 3 | Valencianas de Juncos     | 20-25, 27-25, 17-25, 21-25        |
| 9ª giornata - 13 febbraio 2019 Coliseo Rubén Zayas Montañez, Trujillo Alto  | Polluelas de Aibonito     | 1 - 3 | Llaneras de Toa Baja      | 15-25, 25-21, 19-25, 10-25        |
| 10ª giornata - 16 febbraio 2019 Coliseo Roger L. Mendoza, Caguas            | Criollas de Caguas        | 3 - 0 | Polluelas de Aibonito     | 25-17, 25-20, 25-20               |
| 11ª giornata - 21 febbraio 2019 Coliseo Rubén Zayas Montañez, Trujillo Alto | Amazonas de Trujillo Alto | 3 - 2 | Polluelas de Aibonito     | 25-27, 25-21, 16-25, 25-14, 15-12 |
| 12ª giornata - 23 febbraio 2019 Coliseo José Marrón Aponte, Aibonito        | Polluelas de Aibonito     | 0 - 3 | Changas de Naranjito      | 20-25, 24-26, 20-25               |
| 13ª giornata - 27 febbraio 2019 Palacio de Recreación y Deportes, Mayagüez  | Indias de Mayagüez        | 3 - 1 | Polluelas de Aibonito     | 17-25, 25-23, 25-19, 27-25        |
| 14ª giornata - 2 marzo 2019 Coliseo Rubén Zayas Montañez, Trujillo Alto     | Amazonas de Trujillo Alto | 1 - 3 | Polluelas de Aibonito     | 15-25, 25-21, 25-27, 22-25        |
| 15ª giornata - 3 marzo 2019 Coliseo Gelito Ortega, Naranjito                | Changas de Naranjito      | 3 - 0 | Polluelas de Aibonito     | 25-17, 25-12, 25-18               |
| 16ª giornata - 9 marzo 2019 Coliseo Roger L. Mendoza, Caguas                | Criollas de Caguas        | 3 - 0 | Polluelas de Aibonito     | 25-22, 25-21, 25-21               |
| 17ª giornata - 10 marzo 2019 Coliseo Antonio R. Barceló, Toa Baja           | Llaneras de Toa Baja      | 3 - 1 | Polluelas de Aibonito     | 25-22, 25-21, 17-25, 25-21        |
| 18ª giornata - 13 marzo 2019 Palacio de Recreación y Deportes, Mayagüez     | Indias de Mayagüez        | 3 - 0 | Polluelas de Aibonito     | 25-17, 25-20, 25-20               |
| 19ª giornata - 17 marzo 2019 Coliseo Rafael Amalbert, Juncos                | Valencianas de Juncos     | 3 - 1 | Polluelas de Aibonito     | 25-20, 14-25, 25-23, 29-27        |
| 20ª giornata - 22 marzo 2019 Coliseo Rafael Amalbert, Juncos                | Polluelas de Aibonito     | 2 - 3 | Llaneras de Toa Baja      | 21-25, 25-23, 25-20, 13-25, 13-15 |
| 21ª giornata - 24 marzo 2019 Coliseo Rafael Amalbert, Juncos                | Polluelas de Aibonito     | 0 - 3 | Criollas de Caguas        | 18-25, 21-25, 22-25               |
| 22ª giornata - 30 marzo 2019 Coliseo Gelito Ortega, Naranjito               | Polluelas de Aibonito     | 0 - 3 | Changas de Naranjito      | 11-25, 22-25, 25-27               |
| 23ª giornata - 31 marzo 2019 Coliseo Rafael Amalbert, Juncos                | Polluelas de Aibonito     | 1 - 3 | Amazonas de Trujillo Alto | 23-25, 25-21, 20-25, 18-25        |
| 24ª giornata - 7 aprile 2019 Coliseo José Marrón Aponte, Aibonito           | Polluelas de Aibonito     | 0 - 3 | Valencianas de Juncos     | 17-25, 23-25, 23-25               |

## Statistiche

### Statistiche di squadra
| Competizione | Punti | In casa | In casa | In casa | In trasferta | In trasferta | In trasferta | Totale | Totale | Totale |
| Competizione | Punti | G       | V       | P       | G            | V            | P            | G      | V      | P      |
| ------------ | ----- | ------- | ------- | ------- | ------------ | ------------ | ------------ | ------ | ------ | ------ |
| LVSF         | 7     | 12      | 0       | 12      | 12           | 1            | 11           | 24     | 1      | 23     |
| Totale       | -     | 12      | 0       | 12      | 12           | 1            | 11           | 24     | 1      | 23     |

G = partite giocate; V = partite vinte; P = partite perse